# Ellen Tretow

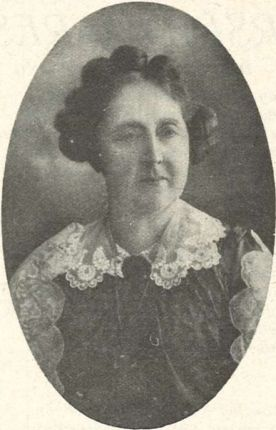
Ellen Tretow.

Ellen Maria Tretow, född Westdahl 23 mars 1852 i Karlshamn, död där 27 oktober 1917, var en svensk författare. Hon var gift med kyrkoherden August Tretow och mor till läkaren Erik Tretow.
Tretow var dotter till prosten Carl Magnus Westdahl och hans maka Pauline Westdahl, född Cronhielm af Flosta. Tretow var ordförande i KFUK från dess början i Karlshamn och den ledande i Kvinnornas Uppbåd, då den bildades. Hon tog även initiativ till upprättandet av sjömanshemmet i Karlshamn. Sina skiftande erfarenheter gav hon litterär form i en samling minnesteckningar med titeln Ur svarta lådan, utgivna i tre volymer (1910–1918).